# اکسل رونستروم
اکسل رونستروم (انگلیسی: Axel Runström; ۱۵ اکتبر ۱۸۸۳ – ۱۰ اوت ۱۹۴۳) شیرجه‌رو، چاپچی، شناگر، و بازیکن واترپلو اهل سوئد بود.